# Darije I. Veliki
Darije I. Veliki, (549. – 486. pr. Kr.), perzijski je veliki kralj iz iranske dinastije Ahemenida koji je vladao Perzijskim Carstvom od 522. do 486. pr. Kr. Ostao je zapamćen kao jedan od najvećih starovjekovnih vladara. Njegovo ime Darije (Dārayavahuš) prevedeno sa staroperzijskog znači Dobri vladar. Poput većine Perzijanaca, Darije je bio sljedbenik Ahure Mazde, zoroastrijske religije. Nakon što je ugušio niz pobuna u istočnim provincijama, proveo je reorganizaciju državne uprave. Podijelio je državu na pokrajine (satrapije) kojima je dao odgovarajuću autonomiju, ali je odvojio civilnu i vojnu vlast u njima da onemogući separatizam. Centralnu vlast pojačao je poreznim sustavom kojim su se ogromne količine novca slijevale u njegovu riznicu. Jedinstvu carstva služila je i prometna mreža koju je razvio, osobito popularna „Kraljevska cesta“. Sagradio je i novu perzijsku prijestolnicu, veličanstveni Perzepolis. Nakon što je uredio državu, ekonomiju i vojsku, krenuo je u proširenje carstva. Perzijsko Carstvo je u njegovo doba postalo najveća starovjekovna država, veća i od kasnijeg Aleksandrovog i Rimskog Carstva.

## Dolazak na vlast
Darije I. je pripadao plemićkoj obitelji unutar Perzijskog Carstva. Bio je rođak Kambiza II., nasljednika Kira Velikog. Poslije ubojstva Kambiza II. 522. pr. Kr., magijski uzurpator prijestolja Gaumata je nesmetano vladao kao tobožnji Smerdis, ubijeni sin Kira Velikog i brat Kambriza II. Nitko se nije usudio ustati protiv lažnog kralja, osim Darija I. koji uz pomoć šest plemića iznenađuje i ubija uzurpatora 522. pr. Kr. Darije Veliki tada postaje perzijski veliki kralj. Ženi se s Atosom, ženom lažnog velikog kralja i kćerkom Kira Velikog. Imali su sina Kserksa I., koji će naslijediti oca.
Iznenadnu promjenu na vrhu države vladari perzijskih provincija su vidjeli kao dobru priliku da dobiju nezavisnost. U Suzi, Babilonu, Mediji i Sagartiji uzurpatori su skupljali armije iza sebe. Međutim, Darije u dvije godine smiruje sve te pobune. Čak je i Babilon, koji se dva puta pobunio, priznao vlast Darija Velikog.

## Carstvo

### Organizacija
Veliki reformist i organizator Darije potpuno je izmijenio perzijski administrativni i pravni sustav. Njegova revizija odnosila se na zakone svjedočenja, depozita, podmićivanja i nasilja. Mnogi narodi iz Darijevog vremena počeli su koristiti perzijsku riječ dāta (zakon, kraljev zakon) za dokumente, što se zadržalo do današnjeg dana.
Preko njegovih reformi i organizacije Perzijsko Carstvo postaje restaurirano naslijeđe carstva Kira Velikog. Njegova organizacija carstva u 20 pokrajina (satrapija) kojima su upravljali lokalni vladari, koji su imali pravo na specifične zakone, propise, tradicije i elitu. Visok stupanj lokalne političke autonomije nije uključivao i ovlast nad vojskom. Porezni sustav omogućavao je ogromne prihode u zlatu i srebru.
Svaka provincija je također imala nezavisnog financijskoga kontrolora, nezavisnog vojnog koordinatora, te satrapa koji je kontrolirao administraciju i zakon. Sva trojica su direktno odgovarali kralju. Ovaj sustav organizacije i podjela vlasti bio je razlog stabilnosti i cjelovitosti zemlje, jer su šanse za pobunu ili separaciju smanjene na minimum. Darije je također povećao i broj članova državne uprave koja se sastojala od pisara, koji su promicali zakone i odredbe diljem carstva.
Vojnici mnogih naroda sudjelovali su u Darijevoj armiji, uključujući Asirce,  Feničane, Babilonce, Indijce, Egipćane, Grke, Židove i Arape.

### Ekonomija i trgovina
Među ostalim, Darije je poznat i kao sjajan ekonomist. Reformirao je ekonomski sustav i uveo zlatni novac „darik“ kao fiksno platežno sredstvo. Razvijao je trgovinu unutar carstva i s udaljenim zemljama. Na primjer, slao je ekspedicije na čelu s karijskim kapetanom Skilaksom koje su istraživale cijelu obalu Indijskog oceana od Indije do Afrike. Tijekom njegove vladavine populacija je narasla, a u gradovima cvate industrija.
Fizikalne veličine poput mase i dužine su standardizirane tzv. „kraljevskom mjerom“, iako su Egipćani i Babilonci nastavili koristiti se vlastitim mjernim jedinicama. Takvi propisi pojednostavnili su međunarodnu trgovinu što je imalo velik utjecaj na rast perzijskog gospodarstva, kao i razvoj komunikacija i administrativne mreže.

### Ljudska prava
Darije je nastavio proces religijske tolerancije prema podređenim narodima, što je započeto još u doba njegovih prethodnika Kira Velikog i Kambiza II. Darije je osobno bio zoroastrijski monoteist; u kraljevskim zapisima Ahura Mazda se spominje kao jedini bog. Nasuprot Perzijancima i Židovima, većina naroda Ahemenidskog Perzijskog Carstva prakticirala je politeizam. Bio je dosljedan i prema perzijskoj zabrani ropstva, primjerice graditelji Perzepolisa i drugih perzijskih zdanja bili su plaćeni, što je bio revolucionarni pristup za to doba. Ljudska prava su također poštovana kao u doba njegovih prethodnika, što se prije svega odnosilo na famozni Kirov cilindar (prvi pisani dokument o ljudskim pravima u povijesti), prema kojem se svi ljudi rađaju jednaki i s istim pravima.

## Vanjska politika

### Diplomacija
Perzija je tijekom vladavine Darija Velikog imala kontakte s Kartagom (prema zapisima s Nakš-e Rustama), te Sicilijom i Italijom. Darije se kao vladar pokazao vrlo dobroćudnim nastavljajući politiku njegova djeda Kira Velikog, pa je priznavao sve religije, npr. Židovima je dozvolio i financirao obnovu Salomonovog hrama u Jeruzalemu kojeg su srušili Babilonci. U Egiptu se njegovo ime spominje na hramovima izgrađenima u Memfisu, Edfuu i Velikoj Oazi. U egipatskoj tradiciji Darije se smatra jednim od najvećih dobrotvora i zakonodavaca u egipatskoj povijesti. Sličan odnos Darije je imao i prema Grcima kojima je financirao gradnju velikih hramova, ukidao ropstvo u grčkim gradovima, te Apolonova sveta područja oslobađao od poreza. To je stvorilo velike simpatije jonskih i makedonskih Grka prema Dariju pa su stali na perzijsku stranu tijekom Grčko-perzijskih ratova.

### Vojne ekspedicije

#### Azija
Darije Veliki je 512. pr. Kr. krenuo u rat protiv nomadskih Skita. Velika perzijska armija je prešla Bospor, zauzela istočnu Trakiju dok se Makedonija dobrovoljno priključila Perziji, te prešla Dunav. Svrha ove ekspedicije bilo je udar na nomadska plemena s leđa i time osigurati sigurnost sjevernih granica carstva. Međutim, cijeli plan se zasnivao na netočnoj geografskoj pretpostavki koju je kasnije ponovio i Aleksandar Makedonski; vjerovali su kako je zapadna Indija neposredno uz istočne obale rijeke Don i Crnog mora. Nakon što su otišli predaleko u stepe, morali su se povući zbog predugih linija opskrbe i dezorijentiranosti. Prema grčkim izvorima (Herodot) Perzijanci su stigli čak i do rijeke Volge, no podatak nije pouzdan.

#### Afrika
Darije je neposredno prije smrti pripremao gušenje pobune u Egiptu no umro je 486. pr. Kr. pa je pobunu ugušio njegov sin Kserkso.

#### Europa
Europski Grci poput polisa Atene i Eretrije pomaganjem Jonskog ustanka i gusarenjem u Egejskom moru započinju rat s Perzijom. Nakon što su Atenjani razorili grad Sard, Darije Veliki se zakleo na osvetu. Odlučujuća bitka odigrala se 494. pr. Kr. kod Lade na ulazu u miletsku luku. Perzijska flota, sastavljena od egipatskih i feničanskih brodova, razbila je grčke snage. Milet je osvojen i podčinjen. Ovi događaji označili su slom Jonskog ustanka.
Nekoliko godina poslije sloma Jonskog ustanka Darije je pripremio pohod na Grčku. Prva perzijska ekspedicija 492. pr. Kr. doživjela je krah u oluji kod Atosa; Perzijanci pod zapovjedništvom Datisa i Artaferna su se dvije godine poslije iskrcali na Atici, ali ih je atenska vojska pod vodstvom vojskovođe Miltijada porazila u Maratonskoj bitci. Poslije Darijeve smrti ekspediciju protiv europske Grčke nastavio je njegov sin Kserkso Veliki koji je u znak odmazde spalio Atenu i Eretriju.

## Graditeljski projekti

### Perzepolis
Darije je bio veliki graditelj, pa su tijekom njegove vladavine izgrađeni mnogi veliki arhitektonski i građevinski projekti. Najznačajniji projekt bio je gradnja novog glavnog grada Perzepolisa, remek-djela drevne arhitekture. S obzirom na to da se dotadašnji glavni grad Pasargad uglavnom dovodio u kontekst njegovih prethodnika Kira Velikog i Kambiza II., Darije je odlučio sagraditi novi. Zgrade u Perzopolisu su zbijene na prirodnoj kamenoj terasi čija površina iznosi oko 500 x 273 metra. Krovove velikih dvorana podupirali su višestruki stupovi, od kojih su se neki sačuvali (uglavnom kameni). Stupovi su bili visoki 20 metara što ih čini najvišim i najtanjim (u odnosu na visinu) starovjekovnim stupovima, a rasponi stupova od 8.65 metara su također veći od bilo kojeg arhitektonskog zdanja tog doba. S obzirom na to da je ropstvo bilo zabranjeno u Perziji, cijeli kompleks su izgradili plaćeni radnici koji su dolazili i iz Egipta, Indije, Grčke, Kavkaza, Arabije, itd. Perzepolis je prva građevina s planiranim drenažnim sustavom, izgrađenim prije postavljanja temelja. Na terase se dolazilo karakterističnim dvostrukim stubištem, od kojih glavno vodi prema jugu do apadane (dvorane za prijeme), a prema istoku do drugog nedovršenog ulaza koji gleda na prijestolnu dvoranu (tzv. „Dvoranu od tisuću stupova“). Darije je kasnije pokopan u grobnici Nakš-e Rustam ukopanoj u stijenama planine nedaleko od grada.

### Suza
U gradu Suzi Darije Veliki gradi jednu od svojih rezidencijalnih palača. Na sjeveru palače nalazila se velika apadana (dvorana za prijem) s 36 stupova i kraljevskim tronom, dok se na južnoj strani nalazila raskošna palača s tri unutrašnja vrta, od kojih je najveći služio za vojsku. Na zapadnoj strani nalazio se pričuvni ulaz, a na istočnoj Velika vrata. Zapisi pronađeni u Darijevoj palači detaljno opisuju kako je građena. Palača u Suzi očito je bila omiljena Darijeva rezidencija, jer grčki povjesničar Herodot spominje isključivo Suzu kao glavni grad Perzije, dok ne spominje Pasargad i Perzepolis. Darije je Suzu povezao Kraljevskom cestom koja je vodila punih 2700 km do Sarda u zapadnoj Maloj Aziji, zbog čega je Suza postala velikim trgovačkim središtem.
Detalji raskoša grada Suze opisani su u biblijskoj priči o Estheri.

### Kraljevska cesta
Da bi olakšao komunikaciju diljem golemog Perzijskog carstva, Darije je dao izgraditi Kraljevsku cestu. Cesta se protezala od lidijskog grada Sarda na zapadu do perzijskih gradova Suze, Pasargada i Perzepolisa na istoku. Udaljenost među dvaju gradovima bila je 2.700 km, a glasnici na konjima prelazili su taj put za samo sedam dana. Uspredbe radi, za isto putovanje pješice bilo je potrebno 90 dana, odnosno tri mjeseca. Gradnja tako dugačke i sofisticirane ceste kroz maloazijske planine, asirske pustinje, babilonske močvare i neprohodna područja zapadnog Irana predstavljala je vrhunac starovjekovnog graditeljskog umijeća. Zbog njene iznimne kvatitete, cesta je korištena i u rimsko doba za vrijeme Trajana i Hadrijana, gotovo 700 godina nakon Darijeve vladavine.

### Darijev kanal
Darije je ostao upamćen i po Sueskom kanalu kojeg je dao izgraditi između Nila i Sueza, i kojim su perzijski brodovi prolazili iz Crvenog mora u Mediteran i obrnuto.

## Smrt
Darije Veliki umro je s 64 godine između 17. studenog i 1. prosinca 486. pr. Kr. nakon mjesec dana bolesti. Ostao je upamćen kao jedan od najvećih vladara ikad što su priznali i njegovi neprijatelji Atenjanji, a doba njegove vladavine smatra se zlatnim dobom Perzije. Sahranjen je u unaprijed izgrađenu grobnicu isklesanu u stijenama Nakš-e Rustama, gdje se nalazi čitava serija grobnica perzijskih vladara. Darija je naslijedio njegov sin Kserkso I. Veliki.

## Djeca
S kćeri Gobriasa
Artabazan
Ariabign
Neimenovani sin
S Atosom
Kserkso
Ahemen
Histasp
Masist
Mandana (ponekad se poistovjećuje sa Sandaucom)
S Artistonom
Arsam
Gobrias
Artazostra, žena Mardonija
S Parmis, kćeri Smerdisa
Ariomard
S Fratagunom
Abrokom
Hiperant
S Fedimijom, kćeri Otana
Nepoznato
S nepoznatim ženama 
Ariamen (ponekad ga se poistovjećuje s jednim od tri sina Gobriasove žene)
Arsamen
Neimenovana žena Artoca
Neimenovana žena Daurisa
Neimenovana žena Hijama
Sandauce (ponekad se poistovjećuje s Mandanom)
Ištin
Pandušaša

## Kronologija
- 549. pr. Kr. - rođenje Darija Velikog.
- 525. pr. Kr. - postaje kopljonoša Kambizu II. nakon pohoda u Egiptu.
- 522. pr. Kr. - Gaumatina uzurpacija.
- 522. pr. Kr. - smrt Kambiza II., Darijev povratak u Perziju.
- 522. pr. Kr. - krunidba za Velikog kralja Perzije.
- 522. pr. Kr. - pobuna u Babilonu.
- 521. pr. Kr. - još jedna pobuna u Babilonu.
- 521. pr. Kr. - kraj daljnjih pobuna protiv Darija.
- 519. pr. Kr. - pobjeda protiv skitskih plemena Sakovije.
- 519. pr. Kr. - rođen Darijev sin Kserkso.
- 518. pr. Kr. - ekspedicije u Egiptu.
- 515. pr. Kr. - osnovan Perzepolis.
- 513. pr. Kr. - osvojena Kirenaika (istočna Libija).
- 513. pr. Kr. - pohod protiv Skita.
- 513. pr. Kr. - osvojena Trakija.
- 512. pr. Kr. - uvođenje darika kao platežnog sredstva.
- 507. pr. Kr. - sporazum s Atenom.
- 500. pr. Kr. - otvoren Sueski kanal.
- 499. pr. Kr. - pobuna u Joniji, uništenje Sarda.
- 494. pr. Kr. - osvojen Milet, kraj Jonskog ustanka.
- 492. pr. Kr. - vojna ekspedicija u Grčkoj predvođena Mardonijem; mornarica teško stradala u oluji.
- 490. pr. Kr. - neuspješna vojna ekspedicija protiv Atene koju su vodili Datis i Artafern.
- 486. pr. Kr. - pobuna u Egiptu.
- 486. pr. Kr. - smrt Darija Velikog.

## Poveznice
- Ahemenidsko Perzijsko Carstvo
- Ahemenidi
- Kir Veliki
- Kirov cilindar
- Grčko-perzijski ratovi
- Bitka kod Maratona
- Sueski kanal
- Kraljevska cesta
- Kserkso I.

| Prethodnik:                             | Veliki kralj Perzije (522. - 486. pr. Kr.) ____________________ Faraon Egipta (522. - 486. pr. Kr.) | Nasljednik:                      |
| Smerdis (Gaumata) (521. - 522. pr. Kr.) | Veliki kralj Perzije (522. - 486. pr. Kr.) ____________________ Faraon Egipta (522. - 486. pr. Kr.) | Kserkso I. (486. - 465. pr. Kr.) |

## Vanjske poveznice
- Darije Veliki (enciklopedija Iranica)
- Darije Veliki livius.org (Livius.org, Jona Lendering)
- Herodot o Dariju Velikom (Ancienthistory.about.com)  Arhivirana inačica izvorne stranice od 22. lipnja 2013. (Wayback Machine)
- Darije Veliki (Iran Chamber)